# 阿德里安·大卫·休·比瓦尔
阿德里安·大卫·休·比瓦尔（Adrian David Hugh Bivar，1926年—2015年）是一位在倫敦大學亞非學院从事伊朗研究的名誉教授。作为一个钱币学和考古学家，他专攻萨珊印章和岩石浮雕，贵霜-萨珊钱币和编年史，米特拉造像，安息史以及前伊斯兰时期民间传说。 他的作品包括为剑桥伊朗史(1983版)编写章节。